# Astrodesmus petilus
Astrodesmus petilus är en mångfotingart som beskrevs av Cook 1899. Astrodesmus petilus ingår i släktet Astrodesmus och familjen Gomphodesmidae. Inga underarter finns listade i Catalogue of Life.